# 丹阳镇 (连江县)
丹阳镇是福建省福州市连江县下辖的一个镇，位于连江县北部，与罗源县接壤，面积112平方公里。下辖1个居委会和17个行政村。镇政府驻地为丹阳社區。

## 行政区划
现辖：
丹阳社区、坑口村、旺庄村、花园村、松岭村、山兜村、东山村、东坪村、坂顶村、桂林村、朱山村、山边村、新洋村、上周村、溪尾村、虎山村、文殊村和丹阳村。